# Mimi Reinhardt
Carmen (Mimi) Reinhardt (ook Reinhard), geboren als Carmen Koppel en tijdens haar eerste huwelijk Carmen Weitmann (Wiener Neustadt, 15 januari 1915 – Herzliya, 8 april 2022), was een Oostenrijks-Hongaarse typiste van joodse afkomst, die tijdens de Tweede Wereldoorlog als secretaresse van Oskar Schindler verantwoordelijk was voor het opstellen van de lijsten van Joodse arbeiders uit het getto van de Poolse stad Krakau die werden gerekruteerd om in zijn fabriek te werken.

## Levensloop
Carmen Koppel werd op 15 januari 1915 geboren als dochter van het joodse echtpaar Emil en Frieda Koppel in Wiener Neustadt. Haar vader, een graanhandelaar en operaliefhebber, koos haar naam naar  de opera Carmen van Georges Bizet, maar zelf vond ze haar naam niet leuk en verkoos de bijnaam Mimi (naar het personage in de opera La bohème). Ze studeerde taal en literatuur aan de Universiteit van Wenen, en leerde steno om beter aantekeningen te kunnen maken. In 1936 trouwde ze met Josef Weitmann, die een gordijnfabriek in Krakau had, en het paar vestigde zich daar en kreeg in 1939 een zoon, Sascha.

### Tweede wereldoorlog
Na de Duitse invasie van Polen in 1939 werd Krakau de hoofdstad van het nazi-Duitse Generaal-gouvernement. Het joodse gezin Weitmann werd gedwongen in het getto van Krakau te wonen, dat in 1940 door de nazi's was gesticht. De inwoners mochten alleen vertrekken en terugkeren met speciale vergunningen. Josef werd gedood terwijl hij probeerde te ontsnappen; Sascha werd naar familieleden in Hongarije gesmokkeld. Na het opheffen van het getto van Krakau in maart 1943 – waarbij meer dan tweeduizend Joden werden vermoord – werd Carmen naar concentratiekamp Płaszów vervoerd. Omdat de nazi's haar talenkennis – ze sprak vloeiend Duits – en secretariële vaardigheden nuttig achtten werd ze te werk gesteld in de kampadministratie.

### Schindlers lijsten

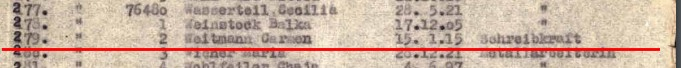
Carmen Weitmann als nr. 279 op de lijst van joden die door Schindler werden gered

In oktober 1944 ontmoette Weitmann de Sudeten-Duitse industrieel Oskar Schindler, die lid was van de nazipartij. Hij was eigenaar van een onteigende Joodse emailfabriek – de Deutsche Emailwarenfabrik, kortweg DEF – en bemande deze met joodse arbeidskrachten. Aanvankelijk buitte hij de joden enkel uit als een bron van goedkope arbeidskrachten, maar toen hij getuige was van de verschrikkingen van het moorddadige naziregime, besloot hij zijn leven en fortuin te riskeren in een poging hen te beschermen.
Zijn doel was het opzetten van een munitiefabriek in Brünnlitz (tegenwoordig het Tsjechische Brněnec), een buitenkamp van Groß-Rosen, en had als eerste zorg dat de joden die onder hem hadden gewerkt in de emailfabriek met hem mee zouden gaan. Hij had nog een tweede zorg: hij had in totaal elfhonderd mensen nodig voor wie in Brünnlitz veel werk wachtte. Schindler vroeg SS-Hauptsturmführer Amon Göth om hem de arbeiders te leveren.
Schindler vroeg Weitmann te helpen bij het opstellen van lijsten van joodse arbeiders die hij "essentieel" achtte voor de nazi-oorlogsinspanningen. In werkelijkheid waren dit joden die hij wilde behoeden voor een zekere uitroeiing. Op de lijst stonden kinderen, vrouwen, rabbijnen, vrienden van hem en iedereen wiens naam hij zich kon herinneren. Zijn lijst begon met ongeveer vierhonderd namen, maar werd steeds langer naarmate hij en anderen meer namen toevoegden.
De arbeiders op de lijst werden met treinen naar Brünnlitz getransporteerd, maar per ongeluk belandde een trein met arbeiders van Schindler in Auschwitz, met Weitmann onder hen. Het kostte Schindler twee weken voordat hij erin slaagde deze arbeiders levend uit Auschwitz te krijgen. Uiteindelijk wist hij de elfhonderd arbeiders op de lijst te redden van de Holocaust door tewerkstelling in zijn fabriek.

### Na de oorlog
Na de oorlog verhuisde Weitmann met haar zoon naar de Marokkaanse stad Tanger waar ze haar tweede echtgenoot Albert Reinhardt ontmoette, met wie ze een dochter zou krijgen. Het gezin verhuisde in 1957 naar New York voordat ze in 2007, na het overlijden van haar tweede echtgenoot, besloot naar Israël te gaan om zich bij haar zoon te voegen, die hoogleraar sociologie was geworden aan de Universiteit van Tel Aviv. Haar laatste levensjaren bracht ze door in een rusthuis in Herzliya, een kustplaats ten noorden van de Israëlische stad Tel Aviv, waar ze in 2022 op 107-jarige leeftijd overleed.
Schindlers initiatief is opgetekend in Schindler's Ark, een historische fictie-roman uit 1982 van Thomas Keneally. Het boek werd in 1993 zeer succesvol verfilmd door Steven Spielberg met Schindler’s List, waarin Reinhardt zelf overigens niet voorkomt.